# Mario De Benedetti
Mario De Benedetti, né le 8 septembre 1915 à Carbonara Scrivia au Piémont et mort le 20 mars 1977 au Mexique, est un coureur cycliste italien, professionnel de 1939 à 1948.

## Palmarès
- 1935
  - 2e du Tour des Apennins
- 1938
  - Milan-Munich
- 1940
  - 3e du Tour d'Ombrie
- 1941
  - 2e du Tour de Campanie
  - 2e du Coppa Bernocchi
  - 5e du Milan-San Remo
- 1942
  - 2e du Tour de la province de Milan (avec Fausto Coppi)
  - 2e du Milan-Modène
  - 3e des Trois vallées varésines
  - 5e du Milan-San Remo
- 1943
  - 3e du Tour de la province de Milan (avec Giovanni Valetti)
  - 6e du Milan-San Remo
- 1949
  - Vuelta al Valle
- 1950
  - 9e étape du Tour d'Uruguay
  - 3e du Tour d'Uruguay
- 1951
  - 2e du Tour d'Uruguay
- 1953
  - 12e étape du Tour d'Uruguay
  - 3e du Tour d'Uruguay
- 1954
  - Mil Millas Orientales (es)

## Résultats sur les grands tours

### Tour d'Italie
3 participations
- 1939 : 41e
- 1940 : 19e
- 1946 : abandon